# Gladys Thompson
Gladys Thompson (sinh ngày 6 tháng 4 năm 1983) là một vận động viên chạy nước rút người Liberia. Cô đã thi đấu ở nội dung 200 mét nữ tại Thế vận hội Mùa hè 2004.